# Coahuila y Tejas
Coahuila y Tejas (Coahuila a Texas) byl jeden se zakládajících členů novozaloženého státu Spojené státy mexické na základě Ústavy z roku 1824.
Oblast měla dvě hlavní města: nejprve Saltillo a později Monclova. Pro administrativní účely, stát byl rozdělen do tří částí: Béxar, Monclova a Rio Grande Saltillo. Teritorium Bexar byl přibližně dnešní Texas, Monclova zahrnovala severní Coahuilu, a Río Grande Saltillo jižní Coahuilu.
Existence státu Coahiula y Tejas trvala až do roku 1835, kdy po přijetí nové ústavy se federální republika stala unitárním státem, a státy (estados) se staly departmenty (departamentos). Stát Coahuila y Texas byl rozdělen na dvě části a obě se staly departmenty, Department of Coahuila a Department of Texas. Department Texas se oddělil a stal se nezávislou Texaskou republikou, která je teď státem Texas a součástí Spojených států amerických.
Oba regiony Coahuila i Texas se oddělily od Mexika z důvodu snahy mexického prezidenta Santa Anny centralizovat moc v státě. Texas vytvořil Texaskou republiku a Coahuila se spojila s Novým Leónem a Tamaulipas aby zformovala republiku Rio Grande, která ale neměla dlouhé trvání.

## Vznik
V roce 1821, po Mexické válce za nezávislost Španělsko ztratilo kontrolu nad svými severoamerickými teritorii a byl zformován nový stát na bývalém území Nového Španělska. V prvních dnech vzniku nového státu probíhaly rozsáhlé diskuse, jestli se Mexiko má stát federální republikou, nebo konstituční monarchií. Nová ústava v roce 1824 ustanovila krajinu jako federální republiku s devatenácti státy a čtyři teritorii. Jedním z nových státu byl Coahuila y Texas, který spojil řídce osídlené španělské provincie Texas a Coahuila. V mexické federaci byl stát nejchudším. Území Coahuila y Tejas zahrnovalo hranice španělského Texasu, ale nezahrnovalo území kolem El Pasa, které patřilo státu Chihuahua a území kolem Lareda v Texasu, které bylo součástí mexického státu Tamaulipas.
Erasmo Seguin, zástupce Texasu v mexickém Kongresu v období ústavních změn, původně zastával názor o samostatnosti pro Texas. Uvědomoval si skutečnost, že malý počet obyvatel a nedostatečné zdroje by nebyly zárukou správného fungování státu a kdyby Texas zůstal teritoriem, federální vláda by měla povinnost pomáhat teritoriím. Protože Coahuila měla víc obyvatel než Texas, obával se, že v kombinovaném státě by získala také větší vliv v rozhodovacím procesu. Zástupce z Coahuily, Miguel Ramos Arizpe, byl rovněž přesvědčen, že jeho region je špatně připraven na skutečnost, aby se stal samostatným státem. Ramos Arizpe se nebyl ochoten spojit s okolními státy, protože Coahuila v porovnání s nimi měla buď malý počet obyvatel nebo slabší ekonomiku a byla by tedy slabším partnerem. Ramos Arizpe napsal dopis ayuntamientovi v Bexaru s varováním, že v případě, kdy se Texas rozhodne stát se teritoriem, ztratí své vlastnictví veřejné půdy v prospěch federální vlády. Tato skutečnost byla dostačující na to, aby přesvědčila Texasany aby se vzdali své opozice proti spojení s Coahuilou.

## Přistěhovalectví
Federální mexická vláda neměla prostředky na vojenskou ochranu a osadníci si mohli zakládat vlastní ochranné oddíly, které by pomohly kontrolovat nepřátelské indiánské kmeny. Hraniční region Texasu byl předmětem častých útoků kmenů Apačů a Komančů. V naději, že příliv osadníku by mohl zabránit nájezdům, vláda liberalizovala imigrační politiku a osadníkům ze Spojených států bylo dovoleno usadit se v Mexiku.
Státy byly zodpovědné za aplikaci Zákona o kolonizaci. Úřední místa v Saltille, hlavním městě Coahuila y Texas, byla za krátkou dobu obležena spekulanty s půdou, kteří chtěli získat území v Texasu. Stát schválil v roce 1825 svůj vlastní kolonizační zákon. Přistěhovalci a naturalizovaní občané podali přibližně 3420 žádostí o půdu, většina z nich byli Angloameričani. Jen jediný z 24 empresarios, Martín De León, usadil přistěhovalce z Mexika, ostatní empresarios přivedli osadníky většinou ze Spojených států.

## Ekonomika
Území státu bylo většinou zemědělsky soběstačným regionem, jenom malá část potravin se vyvážela. Bylo to z důvodu nedostatku pracovních sil a částečně z důvodu nájezdů indiánských kmenů.
V části Texasu hospodářství záviselo na pěstování bavlny. V roce 1834 Texas exportoval víc než 7 000 balů bavlny. Rančerství bylo taky lukrativní, v roce 1834 Texas exportoval víc než 5000 kusů dobytka. Dřevo bylo exportováno v malém množství. V polovině třicátých let 19. století Texas dovážel zboží v hodnotě 630 000 dolarů. Hodnota exportu představovala 500 000 dolarů.
V letech 1823-1830 měli osadníci v Texasu celní výjimky na některé druhy dováženého zboží. Celní poplatky ale nemohly být vybírány z důvodu neexistence celních orgánů. V Anahuacu byla ustanovena celnice v roce 1830, ale vojáci byli vyhnáni osadníky v roce 1832. Podobný incident se odehrál v roce 1835.
Většina hospodářství byla v rukou posledních přistěhovalců, jen několik Tejanos bylo zaangažováno v exportu nebo v průmyslu.

## Demografie
Přes příliv osadníku ze Spojených států v období po schválení kolonizačních zákonů většina osadníku v státě Coahuila y Tejas byli původní mexičtí občané. V Texasu ale v roce 1830 přibližně 80% obyvatelstva pocházelo ze Spojených států nebo z Evropy.

## Galerie

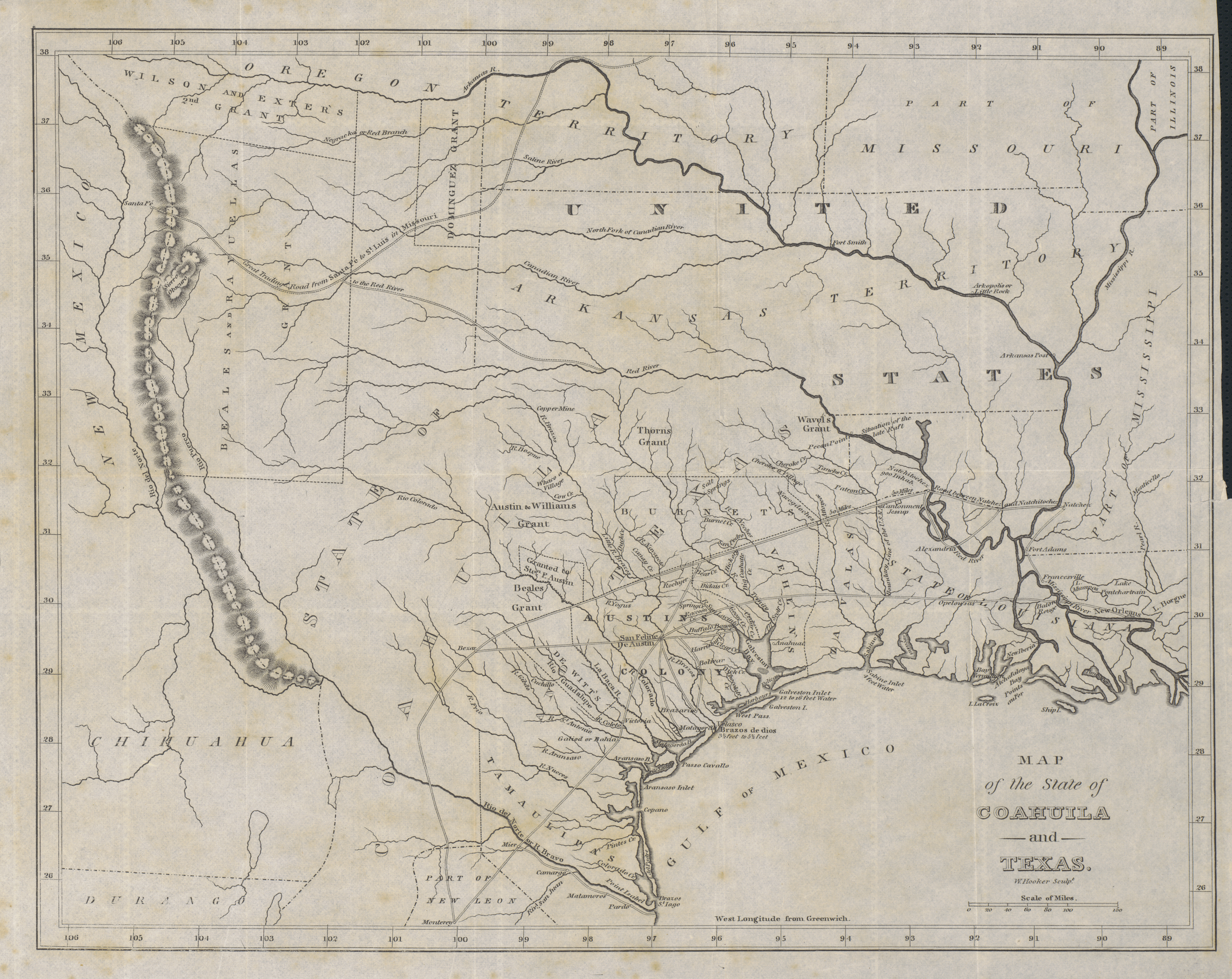
1833
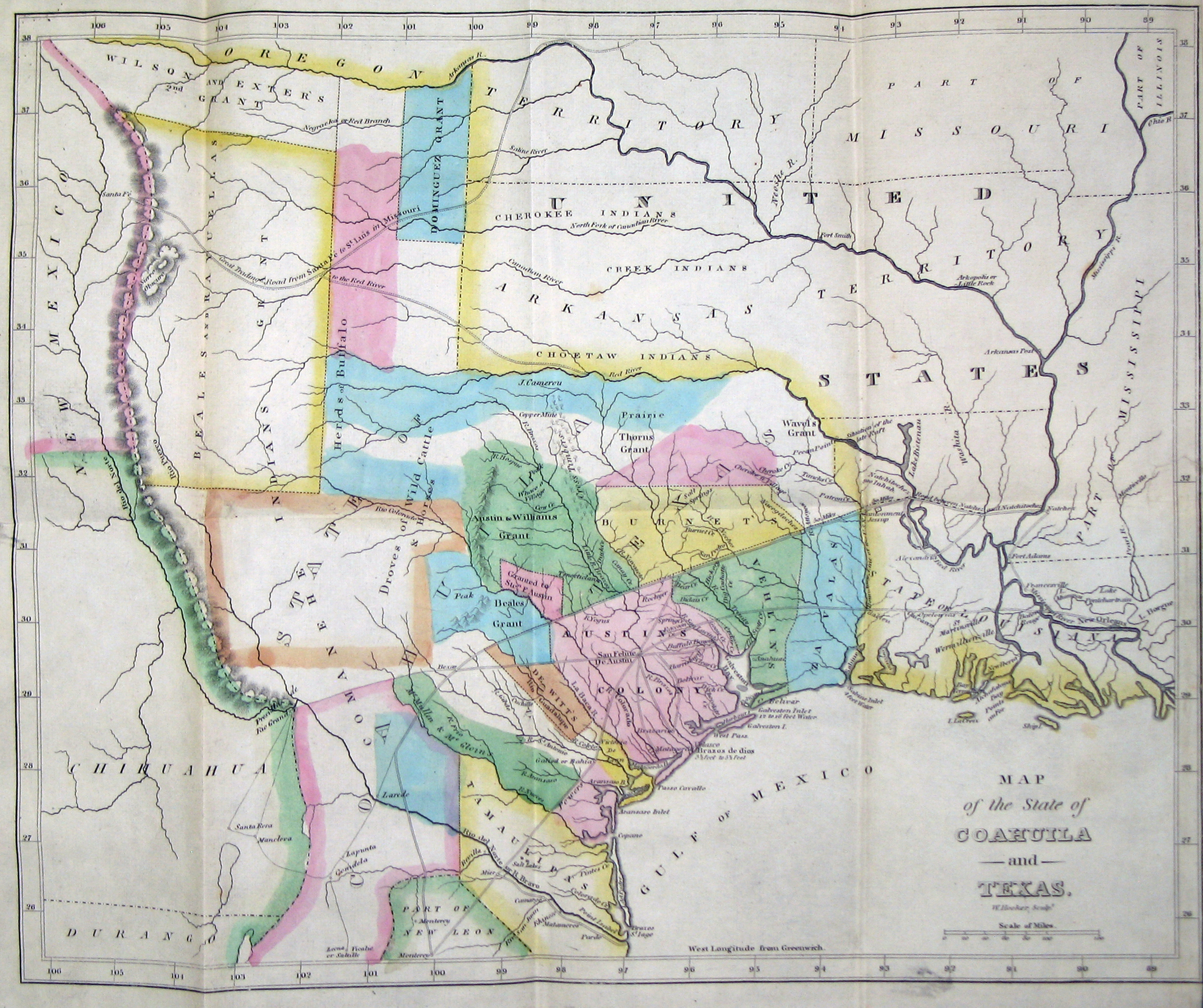
1834
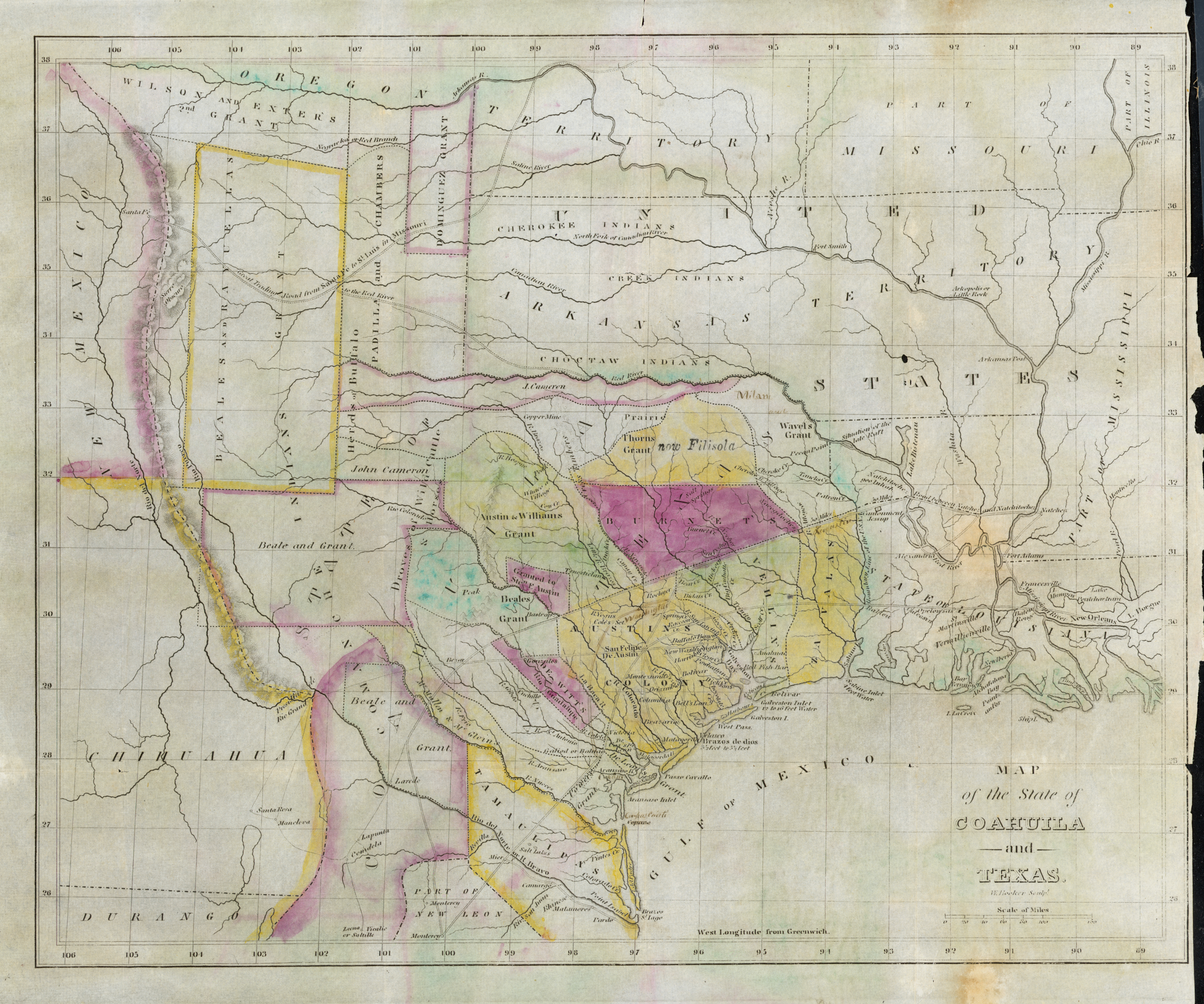
1836